# Alexis Gaucet
Alexis Gaucet, né à Liège le 23 août 1808 et mort dans sa ville natale le 13 avril 1850 est un dessinateur belge. Il est également professeur de dessin linéaire à l'Académie royale des beaux-arts de Liège de 1842 à 1848.

## Biographie
Né le 23 août 1808, Alexis Emile Dieudonné Joseph Gaucet est le fils de Barthelemi François Joseph Gaucet (1775-1855) et Marie Agnès Laruelle. Le couple a deux autres enfants : Marie Anne Dieudonné Josephe Gaucet en 1806 et Henri Prospère Joseph Gaucet en 1810.
L'artiste est surtout un dessinateur mais il exerce aussi en tant que professeur adjoint de dessin linéaire à l'Académie royale des beaux-arts de Liège à partir de février 1842, jusqu'au 1er janvier 1848, moment où il est remplacé par Henri Ponchon,,,. Sa retraite prématurée est provoquée par une maladie qui l'affecte depuis octobre 1844 et l'oblige finalement à renoncer à son poste. 
Son épouse, Anne Marie Gérard, décède âgée de 50 ans en octobre 1849 et l'artiste décède peu de temps après, le 13 avril 1850.